# آتلانتیک اوک
آتلانتیک اوک (به انگلیسی: Atlantic Oak) یک کشتی است که طول آن ۲۸٫۷۹ متر (۹۴٫۵ فوت) می‌باشد.